# Bothriochloa
Bothriochloa is een geslacht uit de grassenfamilie (Poaceae). De soorten van dit geslacht komen voor in warme gebieden.

## Soorten (selectie)
De volgende soorten vallen onder dit geslacht:
- Bothriochloa alta
- Bothriochloa barbinodis
- Bothriochloa bladhii
- Bothriochloa bunyensis
- Bothriochloa campii
- Bothriochloa edwardsiana
- Bothriochloa exaristata
- Bothriochloa hybrida
- Bothriochloa insculpta
- Bothriochloa ischaemum
- Bothriochloa kuntzeana
- Bothriochloa laguroides
- Bothriochloa longipaniculata
- Bothriochloa pertusa
- Bothriochloa radicans
- Bothriochloa springfieldii
- Bothriochloa wrightii